# بخش ماییلادوتورای
بخش ماییلادوتورای (به انگلیسی: Mayiladuthurai district) یک منطقهٔ مسکونی در هند است که در تامیل‌نادو واقع شده‌است. بخش ماییلادوتورای ۱٬۱۷۲ کیلومتر مربع مساحت و ۹۱۸٬۳۵۶ نفر جمعیت دارد و ۱۱ متر بالاتر از سطح دریا واقع شده‌است.